# Andrena caeruleonitens
Andrena caeruleonitens là một loài Hymenoptera trong họ Andrenidae. Loài này được Viereck mô tả khoa học năm 1926.